# Déter (série télévisée)
Pour les articles homonymes, voir Dexter.
Déter est une série télévisée française en 200 épisodes de 7 minutes, créée par Niels Rahou et diffusée depuis le 3 octobre 2023 sur le réseau France.tv Slash,.
Après un premier épisode de 35 minutes, les épisodes suivants sont quotidiens avec une durée de 7 minutes chacun.
Elle met en scène des adolescents qui étudient dans le lycée agricole Anjela Duval (lycée fictif nommé en hommage à la poétesse bretonne). L'établissement est situé en périphérie de la ville de Vitré en Bretagne, première région agricole de France. 
Les épisodes décrivent l'année du baccalauréat de Sohan, Elsa, Mehdi, Lia et Chloé, tous en Terminale CGEA (Conduite et gestion de l’entreprise agricole) qui sera marqué par des joies, des déconvenues, des espérances et des doutes sur leur avenir.
En juin 2024, la série devra prendre fin, faute d'audience suffisante. Malgré cet échec, lors de la tenue du festival Canneseries, la série s'est vue décernée le Prix Europe 1 du Public parmi les 11 séries françaises les plus marquantes de l'année. Finalement, elle se termine le 12 juillet 2024.

## Titre
L'adjectif déter, en argot, signifie « déterminé, motivé »,.

## Synopsis
Les élèves arrivent au lycée agricole Anjela Duval, à Vitré (Ille-et-Vilaine), suivre les cours et séjourner à l'internat. Sohan, un lycéen, débarqué de Paris vient découvrir la filière agricole et le lycée où est passé son ami, Max, que ce dernier a brusquement quitté. Il est entouré d'Elsa, Mehdi, Lia et Chloé, chacun avec leur personnalité.

## Distribution
- Bastien Savarino : Sohan
- Romane Mondoulet : Elsa
- Jeanne Hendschel : Lia
- Yanis Khiar : Mehdi
- Alix Dehais : Chloé
- Alex Henri : Noé
- Lyo Gomis : Juliette
- Bibi Tanga : Monsieur Gauthier
- Vadim Agid : Jordan
- Théo Defaux : Romain
- Leina Djema : Celeste
- Laurent Jumeaucourt : Hervé Le Gall
- Dounya Hdia : Noor Allaoui
- Anthony Goffi : Polo
- Thibaud Delille : Basile
- Mathieu Espagnet : Brieuc
- Kévin Ozgoz : Thibaud
- Florian Lesieur : Martin

## Production

### Genèse et développement
En septembre 2022, une communiqué de presse France Télévisions annonce un nouveau projet ayant pour titre de travail STAV, premier feuilleton français en mode continu, prenant place dans un lycée agricole, sur le réseau France.tv Slash, créé par Niels Rahou et produit par Augustin Bernard (Black Sheep Films) — qui travaille sur ce projet depuis déjà près de neuf mois — avec Toma de Matteis (France.tv Studio).
En janvier 2023, le titre de travail est modifié en Déter — abréviation de « déterminés » — et l'équipe de France Télévisions, avec le soutien de la Région Bretagne, a choisi Vitré (Ille-et-Vilaine) comme lieu de tournage, prévu entre avril et octobre — sept mois, soit 200 jours, dont le « budget de 10 millions d’euros, dont la majorité sera dépensée localement », fait savoir Toma de Matteis,. Au début, il fallait en choisir une parmi les trois régions : Bretagne, Auvergne-Rhône-Alpes ou Hauts-de-France.
En décembre 2023, la production « a pris la décision de ne pas lancer de la seconde saison », annonce Manuel Alduy, faute d’audiences suffisantes.

### Attribution des rôles
En octobre 2022, l'audition, dirigée par la directrice de casting Clémentine Fritsch, est lancée en Bretagne et en région parisienne, cherchant des jeunes adultes, « plutôt des comédiens professionnels. Pour de jeunes comédiens, cette série peut être un tremplin pour leur future carrière », précise Augustin Bernard.
Mi-avril 2023, cinq acteurs inconnus, Bastien Savarino, Romane Mondoulet, Jeanne Hendschel, Yanis Khiar et Alix Dehais sont dévoilés pour incarner les personnages principaux.

### Tournage
Le tournage commence le 17 avril 2023 à Étrelles (Ille-et-Vilaine),,, dans les locaux de l'ancien lycée agricole des Hairies, de 4 400 mètres carrés, appartenant au groupe Antoine de Saint-Exupéry, au style Art déco datant de 1947, désaffecté depuis 2019,. Il s'y poursuit jusqu'au 24 novembre,. Il a également lieu dans une des fermes de la même commune, une propriété des jeunes agriculteurs passionnés de cinéma, et à la miellerie de Liffré.

### Fiche technique
Sauf indication contraire ou complémentaire, les informations mentionnées dans cette section proviennent du générique de fin de l'œuvre audiovisuelle présentée ici.
- Titre original : Déter
- Création : Niels Rahou[1],[2]
- Réalisation : Nicolas Capus, Manon Gaurin, David Chamak, Sarah Hafner et Leïla Sy
- Scénario : Niels Rahou, Sébastien Fabioux et Alexandre Gorget
- Musique : Simon Meuret
- Décors : Erwan Le Floc'h
- Costumes : Charlotte Lebourgeois
- Photographie : Romain Prouveur et Elric Lefeuvre
- Son : Corinne Gigon et Ludovic Taforeau
- Production : Augustin Bernard et Toma de Matteis
- Production exécutive : Jean-Christophe Rouot
- Sociétés de production : Black Sheep Films et France.tv Studio
- Société de distribution : France Télévisions
- Budget : 10 millions d’euros[1]
- Pays de production :  France
- Langue originale : français
- Format : couleur
- Genre : comédie dramatique
- Nombre de saison : 1
- Nombre d'épisode : 200
- Durée : 7 minutes
- Date de première diffusion : 3 octobre 2023 sur France.tv Slash

## Épisodes
La série compte 200 épisodes de 7 minutes sans titre, diffusée tous les jours à partir du 3 octobre 2023 sur France.tv Slash, soit 40 épisodes de 35 minutes hebdomadaires avec titres :
1. Bienvenue à Anjela Duval
2. Bizut
3. Chasse et Pêche
4. Le Pull
5. Pas peur
6. Hand-bad
7. Francis
8. Nouveaux Départs… ou pas
9. Contrecoups
10. Révélation
11. Coupable
12. Creutzfeldt-Jakob
13. Sous pression
14. Back to Black Spirit
15. Anarchie
16. La Colonie de vacances
17. Parano ?
18. Back dans les bacs
19. Y a que la vérité qui blesse
20. Amours interdits
21. Injustice
22. La Désillusion
23. L'Acharnement
24. La Guerre psychologique
25. La Transformation de Mehdi
26. Grossophobie intégrée
27. Innocence et Culpabilité
28. Le Complot
29. Le Masque tombe
30. Le Gros Reveal
31. Déter 2000
32. "Vivre ou survivre"
33. David Copperfield
34. Le Bal de l'apocalypse
35. Bonnie and Clyde des sous-bois
36. Dilemme
37. Rémission
38. Si près du but…
39. Thug Life
40. La Ligne d'arrivée